# Secretaría de Asuntos Estratégicos de la Presidencia de la Nación
La Secretaría de Asuntos Estratégicos es una unidad administrativa dentro del Estado Nacional argentino. Se trata de una Secretaría de Estado bajo la órbita de la Jefatura de Gabinete.
Fue creada bajo la presidencia de Mauricio Macri bajo la órbita de la Jefatura de Gabinete. Durante la presidencia de Alberto Fernández subió su rango administrativo dándole jerarquía de ministerio, dependiente de Presidencia de la Nación, según lo establecido el 10 de diciembre de 2019, a través del Decreto 7/2019 que modificó la Ley de Ministerios.

## Estructura
Su estructura es la siguiente:
- Subsecretaría de Estrategia para el Desarrollo
- Subsecretaría de Asuntos Estratégicos Internacionales
- Unidad Gabinete de Asesores